# جمعية تنظيم وحماية الأسرة الفلسطينية
جمعية تنظيم وحماية الأسرة الفلسطينية هي منظمة فلسطينية غير حكومية تعمل في مجال الصحة الجنسية والإنجابية، تأسست في القدس عام 1964. تُعد الجمعية عضوًا في الاتحاد الدولي لتنظيم الأسرة.

## الخدمات والأنشطة
تقدم الجمعية مجموعة من الخدمات الصحية، منها:
- تنظيم الأسرة وتوفير وسائل منع الحمل.
- العلاج والاستشارات عبر الطبيب عن بُعد.
- خدمات الصحة النفسية والاجتماعية.

وفقاً لإحصائيات عام 2014، قدمت الجمعية خدماتها لأكثر من 70 ألف امرأة. كان لديها في عام 2019، ثماني عيادات في الضفة الغربية وقطاع غزة.

## الإجهاض وسياسات الجمعية
يعتبر الإجهاض غير قانوني إلى حد كبير في فلسطين، وتلتزم الجمعية بعدم تقديم خدمات الإجهاض المباشرة في عياداتها. لكنها توفر إحالات إلى الأطباء الراغبين في القيام بذلك.
تدافع الجمعية عن حق المرأة في اختيار عدد ووقت الحمل، وتؤيد إلى الإجهاض الآمن لأسباب صحية. 
تصف المجموعة نفسها بأنها تتبنى نهجًا يهدف إلى الحد من الضرر فيما يتعلق برعاية الإجهاض.

## الاستهداف في الحرب
تم تدمير عيادة جمعية حماية الأسرة الفلسطينية في غزة في غارة جوية إسرائيلية في أكتوبر 2023. وقُتل ثابت سليم، وهو طبيب يعمل لدى المجموعة، في غارة جوية أخرى في مخيم النصيرات للاجئين ، في يناير/كانون الثاني 2025. 

## الأهداف
1. تعزيز التزام صانعي السياسات والقرارات بتطبيق السياسات والقرارات المعدلة.
2. تحسين وصول الشباب إلى التثقيف الجنسي الشامل داخل وخارج المدارس من خلال التعليم الرسمي وغير الرسمي على حد سواء.
3. تعزيز مشاركة المجتمع المدني كدعاة لتحسين أو تنفيذ سياسات وقرارات الصحة الجنسية والإنجابية.
4. تعزيز الوصول إلى خدمات متكاملة عالية الجودة قائمة على الحقوق من خلال مراكز تقديم الخدمة التابعة للجمعية.
5. تعزيز مشاركة وسائل  الإعلام وقادة الرأي والشبكات والشركاء الآخر ينفي تعزيز الصحة الجنسية والإنجابية.
6. زيادة الوصول إلى خدمات الصحة الجنسية والإنجابية من خلال مقدمي الخدمات الصحية في القطاع الخاص والشركاء الآخرين.
7. تعزيز قاعدة المتطوعين في الجمعية و قاعدة الناشطين و الداعمين.
8. تعزيز الفعالية التشغيلية  لـجمعية تنظيم و حماية الاسرة الفلسطينية وزيادة الموارد المالية.

## القيم
ترتكتز الجمعية على عدة قيم، هي:
- الجودة
- المساءلة
- الشغف
- العمل التطوعي
- التنوع